# Lepanthes katleri
Lepanthes katleri är en orkidéart som beskrevs av Carlyle August Luer. Lepanthes katleri ingår i släktet Lepanthes och familjen orkidéer.
Artens utbredningsområde är Peru. Inga underarter finns listade i Catalogue of Life.